# Razsoha, Veliko Tărnovo
Razsoha (în bulgară Разсоха) este un sat în comuna Zlatarița, regiunea Veliko Tărnovo,  Bulgaria. 

## Demografie
Componența etnică a satului Razsoha
     Turci (6,25%)
     Bulgari (50%)
     Nicio identificare (43,75%)
     Altele (0%)
La recensământul din 2011, populația satului Razsoha era de 48 locuitori. Nu există o etnie majoritară, locuitorii fiind bulgari (50%) și turci (6,25%). Pentru 43,75% din locuitori nu este cunoscută apartenența etnică.